# V439 Andromedae
V439 Andromedae (V439 And / HR 8) es una estrella de magnitud aparente +6,13 encuadrada en la constelación de Andrómeda.
Se encuentra, de acuerdo a la nueva reducción de los datos de paralaje de Hipparcos, a 44,6 años luz de distancia del sistema solar.

## Pertenencia a asociaciones estelares
V439 Andromedae forma parte de la Asociación estelar de Hércules-Lyra —definida por vez primera en 2004—, a la que también pertenecen υ Aquarii, HN Pegasi y EX Ceti, entre otros.
Asimismo, también ha sido incluida en la joven Asociación de Eta Chamaeleontis, descubierta por Mamajek et al. en 1999.

## Características físicas
V439 Andromedae es una enana naranja de tipo espectral K0V, una estrella que, como el Sol, fusiona su hidrógeno nuclear, pero es más fría y tenue que este.
Así, tiene una temperatura efectiva de 5400 K y su luminosidad bolométrica —en todas las longitudes de onda— equivale al 62% de la luminosidad solar.
De menor tamaño que el Sol, su radio corresponde al 88% del radio solar.
Gira sobre sí misma con una velocidad de rotación proyectada de 6,5 km/s, siendo su período de rotación igual o inferior a 5,7 días.
Presenta un exceso en la radiación infrarroja emitida tanto a 24 μm como a 70 μm.
Con una masa apenas un 2% menor que la del Sol, no existe consenso en cuanto a su edad.
Aunque indudablemente es más joven que nuestro Sol, varios estudios la otorgan una edad de 200 millones de años, otro 20 millones de años y un trabajo más reciente —basándose en su pertenencia a la Asociación estelar de Eta Chamaeleontis— reduce esta cifra a sólo 8 millones de años.

## Composición elemental
V439 Andromedae evidencia un contenido metálico algo por encima del solar, siendo su índice de metalicidad [Fe/H] = +0,16.
Los niveles de otros elementos como aluminio, calcio, titanio, vanadio, cromo y níquel siguen la misma pauta, mientras que el magnesio muestra una menor abundancia relativa, prácticamente igual a la del Sol.

## Variabilidad
V439 Andromedae está catalogada como variable BY Draconis en el General Catalogue of Variable Stars.
En estas variables —entre las que se cuentan las también enanas naranjas 61 Cygni A o 12 Ophiuchi— las variaciones de luminosidad están producidas por la presencia de manchas en la superficie estelar u otro tipo de actividad cromosférica.
La amplitud de variación de V439 Andromedae es de 0,04 magnitudes.